# Pierre Dormeuil
Pierre Dormeuil (ur. 11 maja 1887 w Croissy-sur-Seine, zm. 1 września 1976 w Senlis) – francuski skeletonista, olimpijczyk.
Na zimowych igrzyskach olimpijskich wystartował raz; w 1928 roku w Sankt Moritz, wziął udział w skeletonie, jednak nie ukończył pierwszego przejazdu, przez co został niesklasyfikowany.